# Ora Black Cat

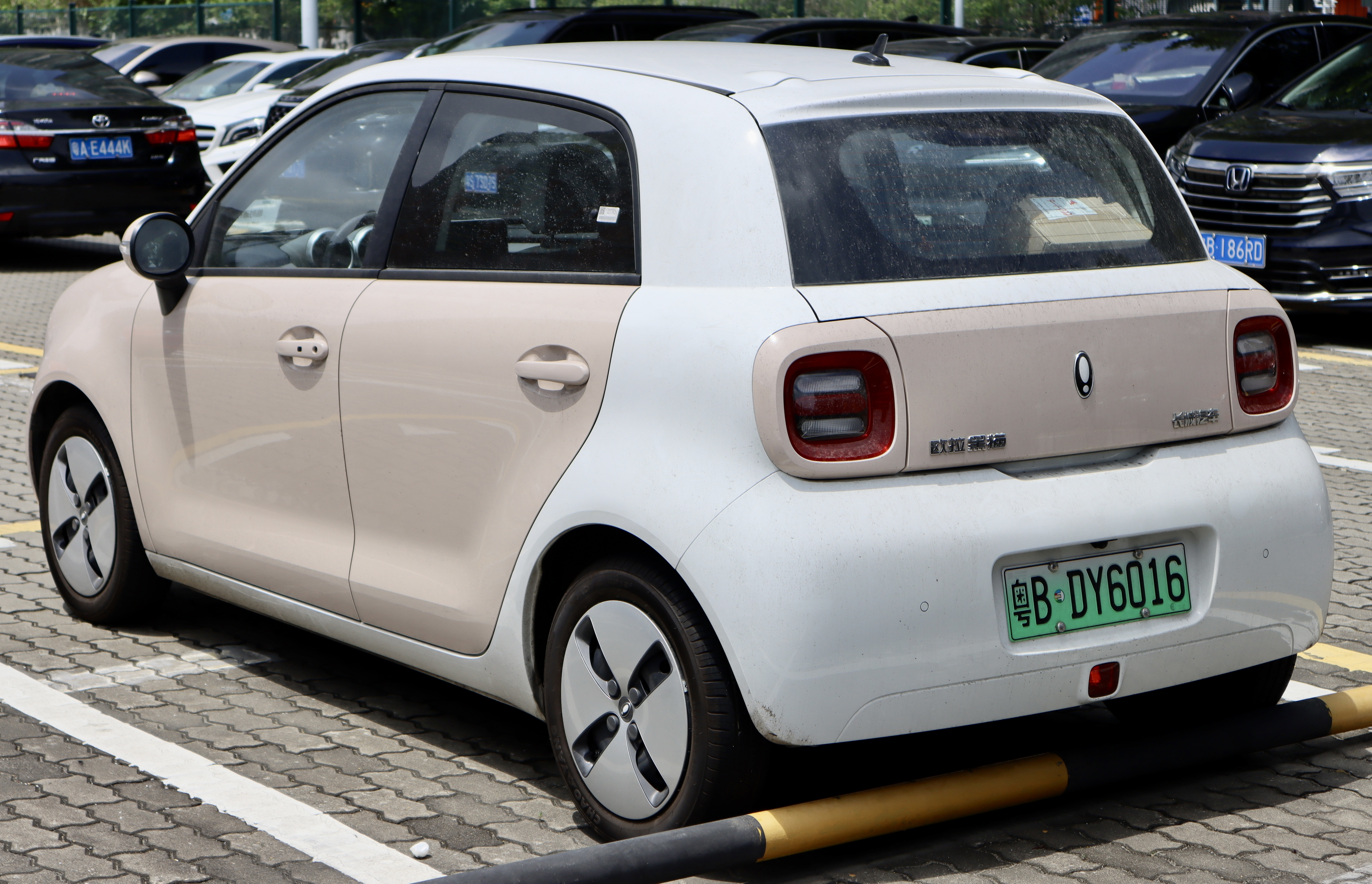
Вид сзади

Ora Black Cat, также известный как Heimao или R1 — городской электромобиль, выпускавшийся с 2019 по 2022 год суббрендом Ora компании Great Wall Motors. Впервые был представлен в апреле 2019 года на Шанхайском автосалоне.
В июле 2020 года на автосалоне в Чунцине компания Great Wall Motors объявила о переименовании Ora R1 в Ora Black Cat.

## Описание
Ora Black Cat оснащён литий-ионным аккумулятором и электродвигателем мощностью 36 кВт (48 л. с.) и крутящим моментом 125 Н⋅м. Запас хода по циклу NEDC ограничен до 301 км.
Ценовой диапазон Ora Black Cat варьировался от 59800 до 77800 юаней.
Конкурентом являлся Smart Forfour.

## Экспортные рынки
Компания Great Wall Motors объявила о внедрении в Индию брендов Haval и Ora. Первая модель, представленная в Индии — Ora Black Cat.
В 2020 году компания Ora начала свою деятельность в Латинской Америке. Первая страна Латинской Америки — Коста-Рика, где начались продажи модели Ora Black Cat.